# Jandiala
Jandiala é uma cidade  no distrito de Amritsar, no estado indiano de Punjab.

## Geografia
Jandiala está localizada a 31° 10′ N, 75° 37′ L. Tem uma altitude média de 226 metros (741 pés).

## Demografia
Segundo o censo de 2001, Jandiala tinha uma população de 23,829 habitantes. Os indivíduos do sexo masculino constituem 53% da população e os do sexo feminino 47%. Jandiala tem uma taxa de literacia de 67%, superior à média nacional de 59.5%: a literacia no sexo masculino é de 70% e no sexo feminino é de 62%. Em Jandiala, 12% da população está abaixo dos 6 anos de idade.